# Rata negra
La rata negra, rata de camp o rata traginera (Rattus rattus) és una espècie de rosegador de la família dels murins. Actuà com a reservori de les mortals epidèmies de pesta negra que assolaren Europa al final de l'edat mitjana, ja que era portadora de les puces que transmeten la malaltia.

## Descripció
És una rata de cos allargat, ulls negres i grossos i orelles també grosses que, doblegades endavant, arriben a la vora de l'ull. La cua, més llarga que el cap i el cos junts, és coberta d'uns anells escatosos i gairebé no té pèls. La coloració és molt variable. El dors exhibeix tonalitats des de gairebé negres fins a grises vermelloses o grises fosques amb reflexos platejats, mentre que el ventre és gris clar, blanquinós o groguenc. La separació entre la coloració dorsal i la ventral pot ser ben marcada o bé difuminar-se. La cua és monocolor. Els exemplars joves mostren un pelatge gris fosc uniforme. Del cap a la base de la cua fa entre 17,6 i 21 cm. Sol pesar entre 135 i 240 g.
La rata comuna té un aspecte més robust, la cua més curta (no supera la llargada del cap i el cos junts) i les orelles més petites (doblegades endavant no arriben a l'ull). A les cases, la rata comuna, més resistent al fred, ocupa els soterranis i les habitacions més humides.

## Ecologia
Està força lligada a la presència humana, si bé també pot viure en camps de fruiters, sobretot de tarongers, i al bosc, on mena una vida arborícola. Els individus que viuen en nuclis urbans solen ocupar els graners, les pallisses i les parts més altes dels edificis.
Essencialment nocturna, quan l'aliment escasseja surt també de dia. S'enfila i salta molt bé i fins pot nedar, però no li agrada. Sol viure en grups d'entre vint i cinquanta individus. Els individus campestres construeixen uns nius subterranis entre les arrels dels arbres i uns altres d'aeris entre el brancatge dels arbres més densos. Les que viuen a les cases fan el niu en una biga o en un altre lloc alt emprant qualsevol material al seu abast (serradures, paper, roba, etc.).
La seva presència a casa la posen en evidència els aliments rosegats i uns cagallons fusiformes d'uns 9 mm de longitud i de color negre.